# 4-碘苯甲腈
4-碘苯甲腈是一种有机化合物，化学式为C7H4IN。它可由4-碘苯甲醛在DMPU盐酸盐的存在下和盐酸羟胺反应制得，或由4-氰基苯胺、碘和亚硝酸叔丁酯反应得到。它和苯硼酸在钯催化剂和碱（如碳酸钾）存在下反应，可以得到4-氰基联苯。